# Servidor blade

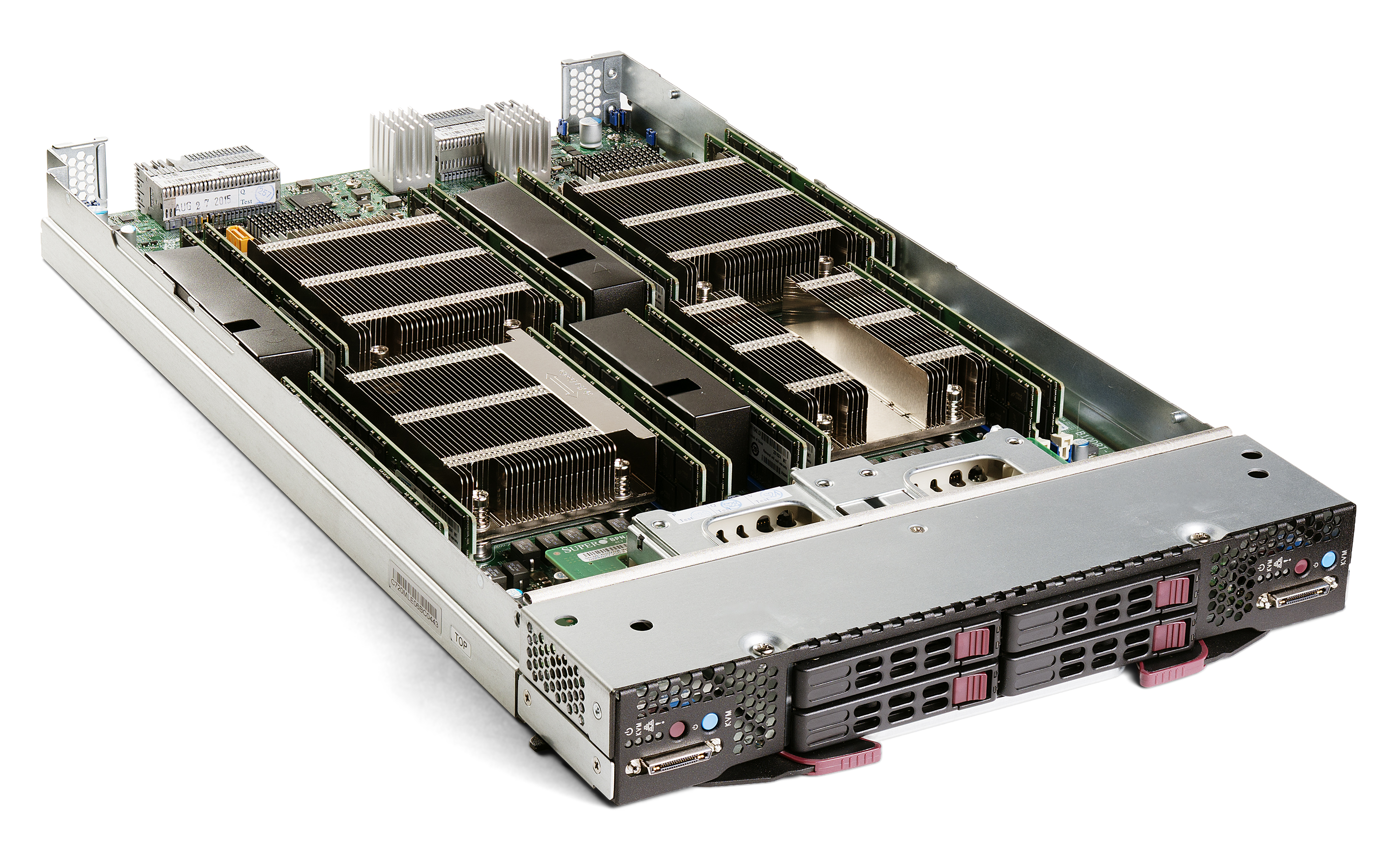
Servidor blade Supermicro SBI-7228R-T2X, que conté dos nodes de servidor de doble CPU

Un servidor de fulla (blade) és un ordinador servidor reduït amb un disseny modular optimitzat per minimitzar l'ús d'espai físic i energia. Els servidors blade tenen molts components eliminats per estalviar espai, minimitzar el consum d'energia i altres consideracions, alhora que tenen tots els components funcionals per ser considerat un ordinador. A diferència d'un servidor de muntatge en bastidor, un servidor blade s'adapta dins d'una carcassa blade, que pot contenir diversos servidors blade, proporcionant serveis com ara alimentació, refrigeració, xarxes, diverses interconnexions i gestió. Junts, les fulles i el recinte de les fulles formen un sistema de fulles, que es pot muntar en bastidor. Els diferents proveïdors de fulles tenen principis diferents sobre què incloure a la fulla en si i al sistema de fulles en conjunt.

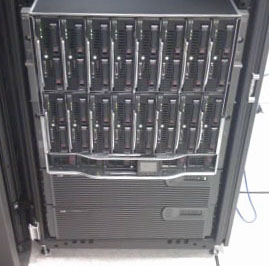
Carcassa HP BladeSystem c7000 (omplenada amb 16 fulles), amb dues unitats SAI de 3U a sota

En una configuració estàndard de bastidor de servidor, una unitat de bastidor o 1U — 19 polzades (480 mm) d'amplada i 1.75 polzades (44 mm) d'alçada — defineix la mida mínima possible de qualsevol equip. El principal benefici i justificació de la informàtica blade es refereix a l'aixecament d'aquesta restricció per reduir els requisits de mida. El factor de forma de bastidor d'ordinador més comú és de 42U d'alçada, la qual cosa limita el nombre de dispositius informàtics discrets que es poden muntar directament en un bastidor a 42 components. Les fulles no tenen aquesta limitació. A 2014, es poden aconseguir densitats de fins a 180 servidors per sistema blade (o 1440 servidors per bastidor) amb sistemes blade.

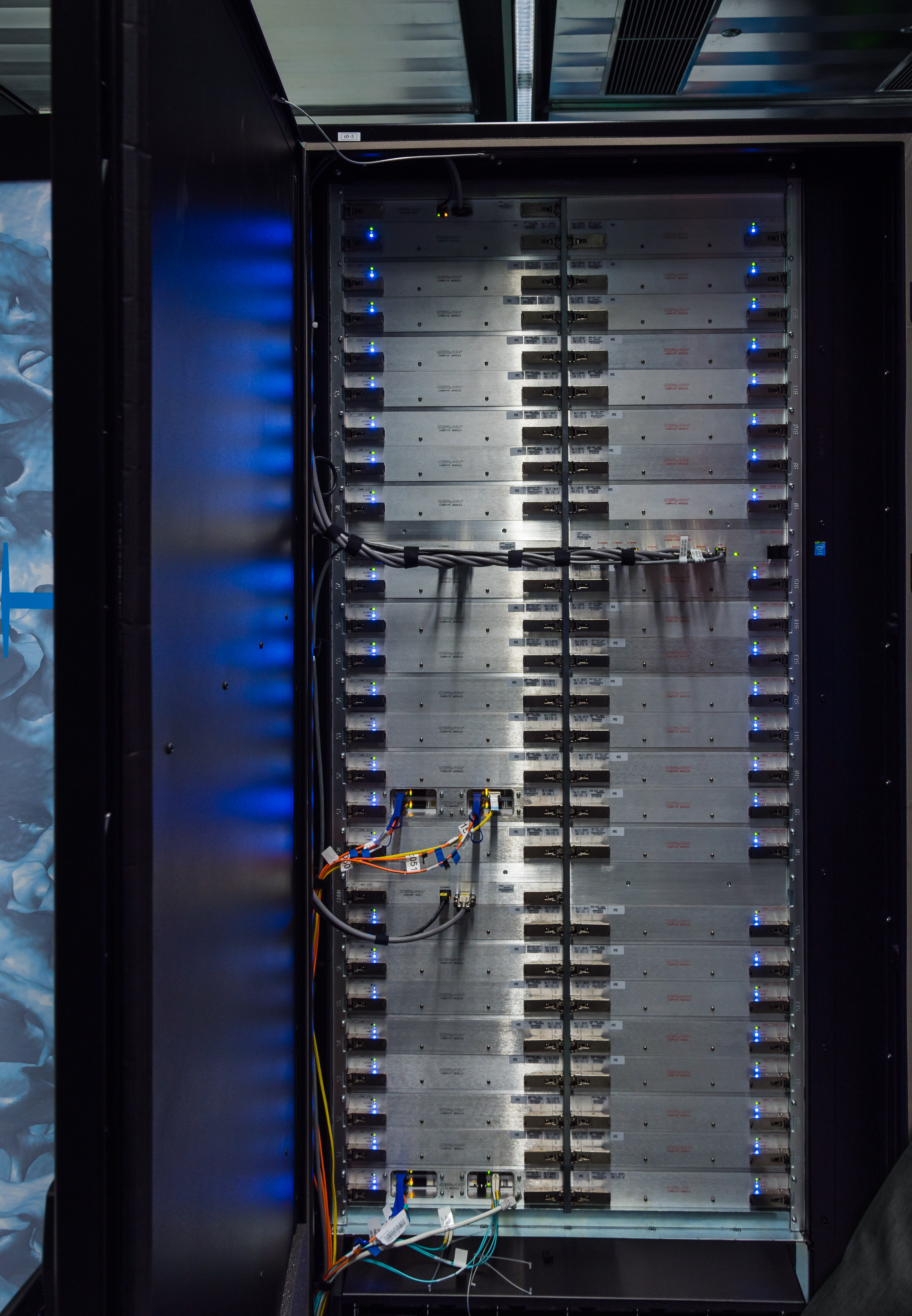
Armari de superordinador Cray XC40 amb 48 fulles, cadascuna conté 4 nodes amb 2 CPU cadascun

## Xassís blade
El recinte (o xassís) realitza molts dels serveis informàtics no bàsics que es troben a la majoria d'ordinadors. Els sistemes que no són blade solen utilitzar components voluminosos, calents i poc eficients en l'espai, i poden duplicar-los en molts ordinadors que poden o no funcionar a la capacitat. En localitzar aquests serveis en un sol lloc i compartir-los entre els ordinadors blade, la utilització global augmenta. Les especificitats dels serveis que es proporcionen varien segons el proveïdor.

### Alimentació
Els ordinadors funcionen amb un rang de voltatges de CC, però els serveis públics ofereixen energia com a CA i a tensions més altes que les que calen als ordinadors. La conversió d'aquest corrent requereix una o més unitats d'alimentació (o PSU). Per garantir que la fallada d'una font d'alimentació no afecti el funcionament de l'ordinador, fins i tot els servidors de nivell d'entrada poden tenir fonts d'alimentació redundants, augmentant de nou la producció de calor i el volum del disseny.

### Refrigeració
Durant el funcionament, els components elèctrics i mecànics produeixen calor, que un sistema ha de dissipar per garantir el bon funcionament dels seus components. La majoria de tancaments de fulles, com la majoria dels sistemes informàtics, eliminen la calor mitjançant l'ús de ventiladors.

### Treball en xarxa
Els servidors blade generalment inclouen controladors d'interfície de xarxa integrats o opcionals per a Ethernet o adaptadors d'amfitrió per a sistemes d'emmagatzematge de canal de fibra o adaptador de xarxa convergent per combinar emmagatzematge i dades mitjançant una interfície de canal de fibra a través d'Ethernet. En moltes fulles, almenys una interfície està incrustada a la placa base i es poden afegir interfícies addicionals mitjançant targetes mezzanine.

## Emmagatzematge
Tot i que els ordinadors solen utilitzar discs durs per emmagatzemar sistemes operatius, aplicacions i dades, aquests no són necessàriament necessaris localment. Molts mètodes de connexió d'emmagatzematge (per exemple, FireWire, SATA, E-SATA, SCSI, SAS DAS, FC i iSCSI) es mouen fàcilment fora del servidor, encara que no tots s'utilitzen en instal·lacions a nivell empresarial. La implementació d'aquestes interfícies de connexió dins de l'ordinador presenta reptes similars a les interfícies de xarxa (de fet iSCSI s'executa a través de la interfície de xarxa), i de la mateixa manera aquestes es poden treure del blade i presentar-se individualment o agregar-se al xassís o a través d'altres blades.